# Kamienica Pieniążków w Krakowie
Kamienica Pieniążków (także Kamienica Szafrańców, Kamienica Morsztynów) – zabytkowa kamienica znajdująca się w Krakowie, w dzielnicy I przy ulicy Brackiej 10, na Starym Mieście.

## Historia
W I połowie XIV wieku w miejscu obecnej kamienicy wybudowano kamienny, jednotraktowy dom, zajmujący przyuliczną część pierwotnej działki lokacyjnej. W II połowie XIV wieku został on podzielony na dwie kamienice. Kamienica północna zwana była Kamienicą Szafrańców lub Kamienicą Żywieckiego. W XV wieku otrzymała ona murowaną oficynę tylną. W latach 1542–1545 została wyremontowana i przebudowana według projektu M. Castigllionego dla starosty chęcińskiego H. Szafrańca. Kamienica południowa zwana była Kamienicą Kłosowiczowską. Była ona własnością rodzin patrycjuszowskich. W XV wieku otrzymała oficynę tylną. Po 1551 domy zostały tymczasowo scalone przez M. Ligęzę i otrzymały wspólną renesansową fasadę, wzniesiono też drugie piętro. Po ponownym podziale, w XVII wieku, kamienica północna należała do Żywieckich, a południowa do Kłosowiczów. W tym czasie dokonano zmian we wnętrzach oraz nadbudowano oficyny tylne o drugie piętra.
W I połowie XVIII wieku domy zostały ostatecznie scalone w jedną kamienicę, która otrzymała późnobarokową fasadę. Inwestorką tych prac była wojewodzina inflancka H. Morsztynowa. W czwartej ćwierci XVIII budynek należał do Grabowskich, a w drugiej ćwierci XIX wieku do kupca Karola Treutlera. Kamienica spłonęła podczas wielkiego pożaru Krakowa w 1850. Odbudowana została w 1853. W trzeciej ćwierci XIX wieku była własnością rodziny Pieniążków. W 1871 wzniesiono oficyny boczne z parterowymi loggiami. W 1945, podczas zajmowania Krakowa przez Armię Czerwoną, doszło do znacznego uszkodzenia przez bombę portalu północnego, który odtworzono w 1958. W latach 1974–1982 kamienica przeszła generalny remont konserwatorski, podczas którego zrekonstruowano renesansowe okna oraz barokowy portal południowy, odsłonięto detale we wnętrzach oraz zburzono oficyny, przenosząc kolumny loggii do pergoli. W latach 90. XX wieku zaadaptowano pomieszczenia parteru na bank. Obecnie budynek jest własnością Urzędu Miasta Krakowa. Mieści on m.in. Miejskie Centrum Dialogu.
20 kwietnia 1982 kamienica została wpisana do rejestru zabytków. Znajduje się także w gminnej ewidencji zabytków.

## Architektura
Kamienica ma trzy kondygnacje. Fasada, o sześciu osiach, obłożona jest kamiennymi płytami. W pierwszej i szóstej osi parteru znajdują się półkoliście zwieńczone portale. Portal północny ma opaskę z herbem Odrowąż w kluczu, ujęty jest dwoma prostokątnymi półkolumnami i zwieńczony trójkątnym, niedomkniętym frontonem, w którego tympanonie znajduje się puste, prostokątne obramienie uszate, z którego dolnych rogów wychodzą dwie woluty. Portal południowy ujęty jest dwoma, ukośnie ustawionymi półkolumnami i zwieńczony gzymsem. Okna pierwszego piętra mają zrekonstruowaną dekorację renesansową. Budynek wieńczy szeroki gzyms koronujący.
We wnętrzach kamienicy zachowało się kilka gotyckich portali i renesansowy wystrój tzw. izby „na zadzi” z kolumną międzyokienną o unikatowej dekoracji i zdobionym stropem.